# Kizito Mihigo
Kizito Mihigo (Kibeho, 25 luglio 1981 – Kigali, 17 febbraio 2020) è stato un cantante, organista e compositore ruandese.

## Biografia
Figlio di Augustin Buguzi e Placidie Ilibagiza,  sopravvissuto del genocidio del 1994, Kizito Mihigo è un compositore di oltre 380 canzoni liturgiche.
Dopo la sua partecipazione alla composizione dell'inno nazionale del Ruanda nel 2001, è stato mandato dalle autorità ruandesi per gli studi musicali presso il conservatorio di Parigi..
Durante il suo soggiorno in Francia, in contatto con Monsignor André-Joseph Léonard organizza numerosi concerti di pace per la comunità ruandese che vive in Europa..
Nel 2010 ha crea la Fondazione Kizito Mihigo per la Pace (KMP), un'organizzazione non governativa ruandese che lavora per la pace e la riconciliazione.
Dopo essere tornato in Ruanda nel 2011, ha ricevuto diversi premi, tra cui quello della First Lady Jeannette Kagame.
Nel 2012 diventa un conduttore televisivo sulla televisione nazionale.

## Problemi legali
Nel mese di marzo 2014, Mihigo ha pubblicato su YouTube una canzone chiamata “Igisobanuro Cy’urupfu” ("Il significato della morte") in cui egli prega per le vittime del genocidio, ma anche quelli della guerra e della vendetta. La canzone è immediatamente vietata dalle autorità del paese. Nell'aprile 2014, il cantante viene arrestato dalla Police nationale, accusato di attentare alla sicurezza dello Stato.
Durante il processo, le accuse sono basate su una discussione di WhatsApp che il cantante avrebbe avuto con un membro dell'opposizione in esilio. Kizito Mihigo si dichiara colpevole e chiede perdono. Il 25 febbraio 2015, viene condannato a 10 anni di carcere per la cospirazione contro il governo del presidente Paul Kagame.

## Reazioni
Dopo l'arresto e la detenzione del cantante, le reazioni sono state numerose. Gli Stati Uniti e il Regno Unito hanno chiesto un processo equo.
Le organizzazioni internazionali per i diritti umani come Federazione internazionale dei diritti umani, Amnesty International o Human Rights Watch hanno criticato la procedura penale denunciando detenzione illegale, tortura e politicizzazione del processo.

## Rilascio
Kizito Mihigo è stato rilasciato il 14 settembre 2018 per la grazia concessagli dal presidente, assieme a lui la leader dell'opposizione Victoire Ingabire Umuhoza

## Nuovo arresto e morte
Arrestato nuovamente nel febbraio 2020 con l'accusa di voler emigrare illegalmenrte in Burundi e altre attività sovversive, è stato trovato senza vita in una cella nella stazione di polizia di Remera a Kigali il 17 febbraio 2020 all'età di 38 anni. Secondo la Polizia del Ruanda, si tratta di suicidio.
Amnesty International e Human Rights Watch hanno richiesto inutilmente l'apertura di un'inchiesta esaustiva, indipendente e trasparente.